# Cerkiew Świętej Trójcy w Irkucku
Cerkiew Świętej Trójcy (ros. церковь Пресвятой Троицы (Троицкая)) – prawosławna cerkiew w Irkucku, eparchii irkuckiej Rosyjskiego Kościoła Prawosławnego.
Świątynia leży w historycznej części miasta, przy ul. 5 Armii 8, nad brzegiem Angary.

## Historia

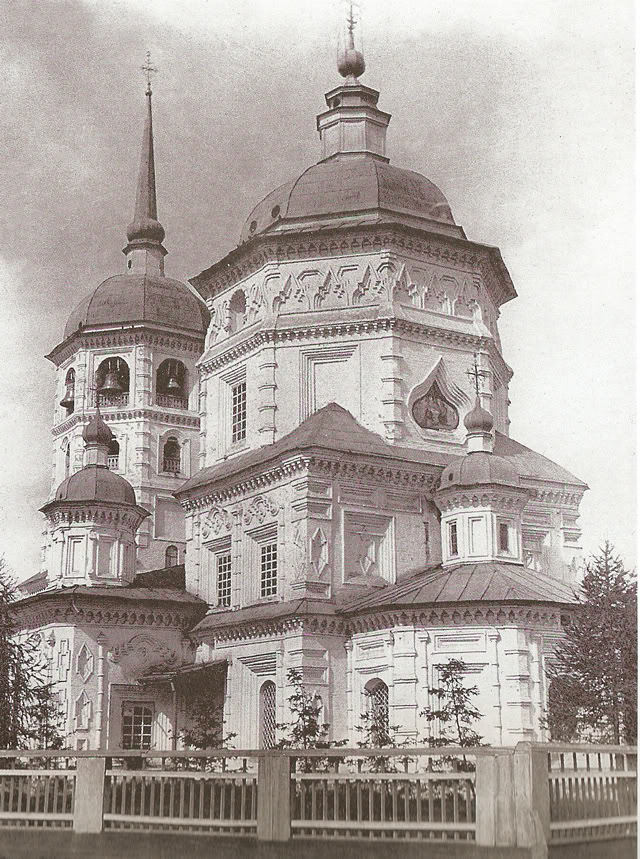
Cerkiew w 1910

Pierwsza drewniana cerkiew Świętej Trójcy powstała w tym miejscu w 1718. Fundatorem świątyni był dworzanin Piotr Miedwiediew, a błogosławieństwo na jej budowę dał metropolita syberyjski i tiumeński Filoteusz. Po niecałych 40 latach cerkiew rozebrano i rozpoczęto zbiórkę pieniędzy na budowę nowej murowanej świątyni.
Brak jest dokładnej daty powstania tej cerkwi, uważa się, że budowa rozpoczęła się pomiędzy 1754 a 1758. 5 maja 1763 ukończono budowę prawej kaplicy cerkiewnej, zaś 26 lipca 1775 – lewej. W 1765 na dzwonnicy został zawieszony dzwon (o wadze 3264 kg). Poświęcenie całej świątyni nastąpiło 22 września 1778. Od tego czasu cerkiew nie była poddana żadnym poważniejszym rekonstrukcjom ani przebudowom, przez co obiekt ma dużą wartość historyczno-architektoniczną.
Wraz z nastaniem władzy radzieckiej, ikonostas został zniszczony. W 1930 cerkiew została zamknięta i przestała pełnić funkcje religijne. Przystosowano ją do celów mieszkaniowych, służąc robotnikom budującym znajdujący się niedaleko most na rzece Angara. 8 września 1949 z naruszeniem dekretu Rady Ministrów ZSRR, Obwodowy Komitet Wykonawczy Irkucka zdecydował o przekształceniu budynku cerkwi w planetarium. Przez długi czas było to jedyne planetarium na wielkim obszarze od Tomska do Błagowieszczeńska. W budynku odbywały się wówczas wykłady renomowanych naukowców, pokazy slajdów i filmów z astronomii, które przyciągały dziesiątki tysięcy ludzi. Niestety, konwersja cerkwi na cele planetarium nie sprzyjała zachowaniu zabytkowej architektury w odpowiedniej formie. Planetarium zostało zamknięte w 1986 ze względu na niedostatecznie bezpieczny stan pomieszczeń. Sam budynek także niszczał: miał słabe fundamenty, miejscami zgniłe miejsca a na elewacjach było wiele pęknięć. Dzięki projektowi rekonstrukcji Galiny G. Oranskiej i B. A. Szutowa, cerkiew odzyskała dawny wygląd. W 1994 zakończono renowację elewacji wraz z drewnianymi elementami, a budynek powrócił w ręce eparchii irkuckiej i angarskiej. W 1998 biskup irkucki i angarski Wadim dokonał poświęcenia cerkwi, która zaczęła ponownie pełnić funkcje religijne począwszy od Święta Wielkanocy. W 2000 na szczycie dzwonnicy dodano złoty krzyż. W Wielki Piątek 2003 zawieszono nowe dzwony, które 27 kwietnia tegoż roku obwieściły mieszkańcom Wielkanoc.

## Architektura
W cerkwi wyróżnia się charakterystyczny pionowy układ budowli: na czworobokach postawione są ośmioboczne bryły, nakryte kopułami. Cerkiew reprezentuje styl tzw. syberyjskiego baroku, który stał się popularny w XVIII w., łącząc europejski barok z elementami wczesnoruskiego zdobnictwa oraz motywami kultury rdzennej ludności syberyjskiej. Co charakterystyczne dla tego stylu, bogate zdobienia są syntezą wielu różnych stylów artystycznych.